# Ланкастърска династия
Вижте пояснителната страница за други значения на Ланкастър.
Ланкастър е кадетска линия на кралска династия Плантагенет, херцози на Ланкастър (1361 – 1399) и крале на Англия (1399 – 1461)
За основател на династията Ланкастър се смята Джон Гонт, херцог на Ланкастър (1340 – 1399) – четвърти син на английския крал Едуард III. Много амбициозен, той фактически стои начело на управлението на Англия през последните години от царуването на баща си. През 1361 г. получава титлата „херцог на Ланкастър“ чрез брака си с Бланш Ланкастърска, дъщеря и наследница на херцог Хенри ІІ Плантагенет. След смъртта ѝ през 1368 г. се жени повторно за Бланка, дъщеря на кастилския крал Педро I. Овдовял отново, херцогът сключва брак със сестра ѝ Констанса, а през 1396 – със своята любовница Катерина Суайнфорд.
Първородният син на Джон Гонт и Бланш Ланкастърска, Хенри Болингбрук (1367 – 1413), който през 1399 г. застава начело на бунт, свалил от английския престол неговия братовчед Ричард II Плантагенет и след това е коронован за крал на Англия под името Хенри IV (1399 – 1413). Основен проблем за неговото управление са бунтовете в Уелс и размириците между феодалните групировки. Кралят има два брака: с Мария, дъщеря на граф Херифорд, и с Жана, дъщеря на наварския крал Шарл II д'Албре. Вторият син на владетеля е Томас (1389 – 1421), херцог на Кларънс, наместник в Ирландия, загинал по време на Стогодишната война във Франция. Третият му син Джон (1389 – 1435), херцог на Бедфорд, след смъртта на брат си Хенри V продължава войната с французите, чиито успехи се увеличават след появата на Жана д'Арк. Женен е за Анна, дъщеря на неговия съюзник, бургундския херцог Жан Безстрашни. Най-малкият син на Хенри IV е Хъмфри (1391 – 1447), херцог на Глостър. Заради политическите си интриги той е арестуван и умира в затвора. Няма деца от съпругите си Жаклин д'Ено и Якоба, дъщеря на холандския граф Вилхелм VI фон Вителсбах- Дъщерите на Хенри IV са: Бланш, омъжена за херцог Лудвиг III фон Вителсбах-Пфалц; Филипа и която сключва брак с датския крал Ейрик VII.
Прочут пълководец, първият от синовете на Хенри IV, Хенри V (1387 – 1422), крал на Англия (1413 – 1422), свързва името си с битката при Аженкур (1415), довела до налагането на английската мощ над Франция. Определен е за регент на Франция и се жени за Катерина (Катрин), дъщеря на френския крал Шарл V. Има един син Хенри VI (1421 – 1471). След като овдовява, кралица Катерина се омъжва повторно за рицаря Оден Тюдор. Понеже новият владетел Хенри VI става крал едва на десет месечна възраст, междуособиците в Англия нарастват. През 1453 г. той е принуден да сложи край на Стогодишната война, с което губи почти всичките си владения на континента. Съперничеството му с династията Йорк хвърля Англия в жестоката гражданска война между Червената и Бялата роза (1455 – 1485), наречена така заради гербовите знаци на Ланкастър и Йорк. Освен това Хенри VI е страдал и от психическо разстройство. През 1461 г. той е свален от трона от другия младши клон на Плантагенетите – династията Йорк, но продължава съпротивата. През 1466 г. е пленен, но с помощта на верни поддръжници, през 1470 г. в хода на Войната на розите отново става крал за няколко месеца до април 1471 г., след което е затворен в Лондонската кула и убит. Неговата съпруга Маргарита Анжуйска, дъщеря на сицилианския крал Рениеро I д'Анжу, застава начело на борбата срещу династията Йорк. От нея кралят има един син уелският принц Едуард (1453 – 1471), който малко преди смъртта на баща си е убит в битката при Тюксбъри. С неговото убийство приключва династията Ланкастър.
Хенри VII, основателят на династията Тюдор, който заема престола през 1485 година след битката при Босуърт, е бил потомък на извънбрачен (впоследствие узаконен) син на Джон Гонт и бил считан за наследник на династията Ланкастър. Встъпвайки на престола, той приема титлата херцог Ланкастър, която оттогава е неразривна част от Британската корона.
- (1399 – 1413) Хенри IV (3.4.1367 – 20.3.1413), син на Джон Гонт
- (1413 – 1422) Хенри V (16.9.1387 – 31.8.1422), син на предходния
- (1422 – 1461, 1470 – 1471) Хенри VI (6.12.1421 – 21.5.1471), син на предходния